# 井上穗乃花
井上穗乃花（日语：／ Inoue Honoka，1998年2月9日—）是日本的女性聲優、歌手，事務所為Office Anemone Junior。

## 簡歷
2015年12月9日進入Office Anemone Junior。
2015年以HONOKA名義演唱遊戲《太鼓之達人》的歌曲歌手出道。
在2016年3月11日上映的電影《劇場版 巧虎的WAO！巧虎與繪本之國》中聲優出道，飾演白白靈2一角。
在2016年12月28日發售迷你專輯CD出道。
其母親井上喜久子自稱永遠的17歲，因此被吐槽女兒年紀比母親大（井上穗乃花在2015年滿17歲）。

## 演出作品
粗體字為主要角色。

### 電視動畫
2016年
- 槍彈辯駁3 －The End of 希望峰學園－ 絕望篇（如月可憐[1]）
- 魔法使 光之美少女！（女學生[7]）

2017年
- 怪怪守護神（只田多多美）
- 黑色推銷員NEW（間間野夢與）
- 月色真美（田中櫻、廣播社、女子中學生、女子1、後輩女子2、同學）
- 末日時在做什麼？有沒有空？可以來拯救嗎？（菲樂可露比亞·德里歐）
- 帶著智慧型手機闖蕩異世界。（艾爾瑪）
- 結城友奈是勇者 -鷲尾須美之章-

2018年
- 刀使之巫女（岩倉早苗）
- 龍族拼圖（卯月櫻[8]）
- 來玩遊戲吧（學生會長）
- Planet With（部長）
- 邪神與廚二病少女（少女）
- 天空與海洋之間（露比·安曇）
- 哥布林殺手（賢者）
- 梅露可物語 -無精打采的少年與瓶中少女-（紗洛蒂雅）

2019年
- 一騎當千 Western Wolves（易齋）
- 八月的棒球甜心（河北智惠[9]）
- RobiHachi（女、美人護士）

2020年
- 哆啦A梦（左脚迷你头）
- LALALACOCO（琉璃）

2021年
- Hortensia SAGA 蒼之騎士團（老鼠）
- EDENS ZERO 伊甸星原（小梅）
- 神奇柑仔店（浦安朱里）

2022年
- SLOW LOOP-女孩的釣魚慢活-（二宮藍子[10]）
- 泡泡糖忍戰（泡泡奇[11]）
- RPG不動產（風色琴音）
- CUE!（咖啡廳店員）
- 女忍者椿的心事（蒲公英[12]）
- 蠟筆小新（螞蟻、常磐田桃子〈30年前〉[13]）
- 聖劍傳說 Legend of Mana -The Teardrop Crystal-（迪多爾）
- 4個人各自有著自己的秘密（享受遊樂園的女性）
- 後宮之烏（麗娘〈少女時代〉）

2023年
- EDENS ZERO 伊甸星原 第2期（小梅[14]）
- 帶著智慧型手機闖蕩異世界。2（艾爾瑪·史托蘭德）
- 鄰人似銀河（咲良）
- 卡片戰鬥!!先導者 will+Dress（Daybreak成員）
- SHY靦腆英雄（小石川惟子）
- 咒術迴戰 懷玉·玉折 / 澀谷事變（女兒）
- 藥師少女的獨語（禿）

2024年
- 公主殿下，「拷問」的時間到了（陰鬼[15]）
- Kumarba（Nekorun[16]）
- 失憶投捕（藤堂葵的妹妹）
- SHY靦腆英雄 東京奪還篇（小石川惟子）
- Kumarba 第2期（Nekorun）
- 成為名留歷史的壞女人吧（卡蘿爾）

2025年
- 青春特調蜂蜜檸檬蘇打（橋本由瑠）
- 金牌得主（加護羊）
- 離開A級隊伍的我，和從前的弟子往迷宮深處邁進（波瑟芬妮）
- 安妮·雪利（安妮·雪利[17]）
- 薰香花朵凛然綻放（和栗薰子[18]）

2026年
- 公主殿下，「拷問」的時間到了 第2期（陰鬼[19]）

時期未定
- 重組世界Rebuild World（謝麗爾[20]）
- 魔法少女育成計畫restart（蓓蒂卡[21]）

### OVA
2016年
- 魔法使的新娘 等待繁星之人（少女）※隨著單行本第6－8冊特裝版的發行附贈DVD

2018年
- 游戏3人娘EX（漫画第7卷OAD付限定版）（学生会长）

2019年
- 一骑当千 Western Wolves（易斋）

2020年
- 摇曳庄的幽奈小姐（单行本第24卷BD同捆版）（雨野云雀）

### 動畫電影
2016年
- 劇場版 巧虎的WAO！巧虎與繪本之國（白白靈2[5]）

2017年
- 結城友奈是勇者部所屬（羽球社員1、遲鈍子）

2021年
- 水星领航員 The CREPUSCOLO（领航員）
- 熱情閃耀！光之美少女電影版 雪之公主與奇蹟的戒指！（霍萬）

2023年
- 留級魔女 風嘉與黑暗魔女（風嘉[22]）

### 網路動畫
2017年
- 寶可夢世代（女兒）

2019年
- SD高达世界 三国创杰传（小乔GN弓兵战机）

2023年
- 終末的女武神II（赫蘿克）

2024年
- Duel Masters LOST ～追憶的水晶～（クリスタ[23]）
- 火辣浪漫 熱辣娃傳說（アキラ[24]）

### 遊戲
2016年
- Advent Girl（程普[25]）
- （七里圓[26]）
- STARLY GIRLS 星娘（阿尔泰[27]）
- 太鼓之達人 （[28]）
- 魔法氣泡編年史（愛莉[29]）
- 大和編年史創世（[30]）

2017年
- 青空下的少女（日语：青空アンダーガールズ!）（椿瑠璃花[31][32]）
- 临时女友（荒井薫）
- 白猫Project（赛菲菈‧摩门提尔[33]）
- 天空与海洋之间（露比·安昙[34]）
- 八月的棒球甜心（河北智惠[35]）

2018年
- 心跳偶像（立川美翠[36]）
- 恸哭之星（惠羽千[37]）
- 恒星少女 -Do The Scientists Dream of Girls' Asterism?-（[39]）
- 魔法氣泡eSports（愛莉）

2019年
- 东京七姐妹（上杉·威帕斯·京子[41]）

2021年
- 神田爱丽丝也要推理。（鶴見果南）
- 偶像大师 灰姑娘女孩（浅利七海）

2022年
- 碧藍航線（埃姆登）
- 閃耀幻想曲（風色琴音）
- 賽馬娘 Pretty Derby（真弓快車）

2024年
- 無期迷途（赫斯提亚）
- 棕色塵埃2（芮彼泰雅）

### 廣播劇CD
- Fairy Tale 幻想編年史 ～不懂察言觀色的異世界生活～10.5 廣播劇CD Booklet（2016年，[42]）

### 外語片
- Gortimer Gibbon's Life on Normal Street（英语：Gortimer Gibbon's Life on Normal Street）（2016年，潔西卡[1]）
- 當辣妹來敲門（2016年[43]）
- 保姆夜瘋狂（2016年，愛蜜莉[44]）
- 寶貝老闆：重出江湖 (第1～4季)（英语：The Boss Baby: Back in Business）（2018年，三胞胎）

### 其他
- 溫泉女孩（鴨川茉凜[45]）

## 音樂作品

### 迷你專輯
|            | 發售日         | 標題 | 規格產品編號 | 規格產品編號 | 最高排名 |
| 初回限定盤 | 發售日         | 標題 | 通常盤       |              | 最高排名 |
| ---------- | -------------- | ---- | ------------ | ------------ | -------- |
| 1st        | 2016年12月28日 |      | 不適用       | LUX-8001     |          |

### 歌手名義參加歌曲
| 發售日   | 商品名稱 | 演唱                                   | 歌曲   | 備註                         |
| 2015年   | 2015年   | 2015年                                 | 2015年 | 2015年                       |
| -------- | -------- | -------------------------------------- | ------ | ---------------------------- |
| CD未收錄 | CD未收錄 | HONOKA                                 | 「」   | 遊戲《太鼓之達人》相關歌曲   |
| 2016年   |          |                                        |        |                              |
| CD未收錄 | CD未收錄 | feat.穗乃花♡繪里果                     | 「」   | 遊戲《太鼓之達人》相關歌曲   |
| CD未收錄 | CD未收錄 | 井上穗乃花                             | 「」   | 遊戲《太鼓之達人 》主題曲    |
| CD未收錄 | CD未收錄 | 西田望見、近藤玲奈、南早紀、井上穗乃花 | 「」   | 遊戲《八月的棒球甜心》主題曲 |

### 角色歌
| 發售日   | 商品名稱                                          | 演唱名義                                                                           | 歌曲                                                      | 備註                             |
| 2016年   | 2016年                                            | 2016年                                                                             | 2016年                                                    | 2016年                           |
| -------- | ------------------------------------------------- | ---------------------------------------------------------------------------------- | --------------------------------------------------------- | -------------------------------- |
| 12月8日  | 《魔法氣泡編年史 Anniversary Box》同捆Sound Track | （井上穗乃花）                                                                     | 「」                                                      | 遊戲《魔法氣泡編年史》片尾曲     |
| 2017年   |                                                   |                                                                                    |                                                           |                                  |
| 7月26日  | 電視動畫「黑色推銷員NEW」原聲帶                   | 間間野夢與（井上穗乃花)                                                            | 「」                                                      | 電視動畫《黑色推銷員NEW》插入曲  |
| 2018年   |                                                   |                                                                                    |                                                           |                                  |
| 1月17日  | DREAMING-ING!!                                    | 心跳偶像 project                                                                   | 「DREAMING-ING!!」 「」                                   | 遊戲《心跳偶像》相關歌曲         |
| 1月17日  | DREAMING-ING!!                                    | 心跳偶像 projectt                                                                  | 「Twin Memories W」                                       | 遊戲《心跳偶像》相關歌曲         |
| 1月17日  | DREAMING-ING!!                                    | 立川美翠（井上穗乃花）                                                             | 「DREAMING-ING!!」 「Twin Memories W」                    | 遊戲《心跳偶像》相關歌曲         |
| 3月14日  | 戀時雨                                            | 心跳偶像 project                                                                   | 「」                                                      | 遊戲《心跳偶像》相關歌曲         |
| 7月11日  |                                                   | 心跳偶像 project                                                                   | 「」                                                      | 遊戲《心跳偶像》相關歌曲         |
| 7月11日  | 心跳偶像 project                                  | 「SUN2 SUMMER STEP!」                                                              |                                                           | 遊戲《心跳偶像》相關歌曲         |
| 2019年   |                                                   |                                                                                    |                                                           |                                  |
| 6月19日  |                                                   | Le☆S☆Ca                                                                            | 「」 「」                                                 | 遊戲《東京七姐妹》相關歌曲       |
| 8月9日   |                                                   | 有原翼（西田望見）、東雲龍（近藤玲奈）、野崎夕姬（南早紀）、河北智惠（井上穗乃花） | 「」                                                      | 電視動畫《八月的棒球甜心》片尾曲 |
| 8月9日   | 「」 「浪漫飛行」                                 | 有原翼（西田望見）、東雲龍（近藤玲奈）、野崎夕姬（南早紀）、河北智惠（井上穗乃花） | 電視動畫《八月的棒球甜心》相關歌曲                        |                                  |
| 8月9日   | 有原翼（西田望見）、河北智惠（井上穗乃花）        | 「TOMORROW」                                                                       | 電視動畫《八月的棒球甜心》相關歌曲                        |                                  |
| 12月18日 | 八月的棒球甜心 BD第4卷特典CD                      | 河北智惠（井上穗乃花）                                                             | 電視動畫《八月的棒球甜心》相關歌曲                        | 「」                             |
| 2020年   |                                                   |                                                                                    |                                                           |                                  |
| 3月18日  | Le☆S☆Ca                                           | Le☆S☆Ca                                                                            | 「YELLOW」 「Behind Moon」 「」 「」 「」 「SUN SUN SUN」 | 遊戲《東京七姐妹》相關歌曲       |

### 组合成员
1. 1 2  結城秋葉（日岡夏美）、月島美奈都（鈴木實里）、田中弗朗西斯卡（和久井優）、川口夏海（川井田夏海）、青山翼（青山吉能）、真田小幸村（高木友梨香）、片桐奈奈菜（稻川英里）、日比野記子（陽向沙織）、立川美翠（井上穗乃花）、立川朱音（山下七海）、草壁野野香（近藤玲奈）、伊澄泉（藤川茜）、日毬美咲（岩倉梓）、三田希少（金田晶）、朝霧春子（早瀨莉花）
2. 1 2  上杉·威帕斯·京子（井上穗乃花）、荒木禮奈（飯塚麻結）、西園穗乃香（植田光）

## 外部連結
- 井上穗乃花｜Office Anemone （日語）
- 井上穗乃花的X（前Twitter） （日語）
- 井上穗乃花的Instagram帳戶 （日語）
- （日語）—WEB THE TELEVISION（日语：ザテレビジョン）
- 井上穗乃花 （页面存档备份，存于） （日語）—SEIGURA web
- ，存于 （日語）
- 井上穗乃花 （页面存档备份，存于） （日語）—oricon
- 井上穗乃花 （页面存档备份，存于） （日語）—allcinema（日语：allcinema）